# Hannah Teter
Hannah Teter (Belmont, 27 gennaio 1987) è un'ex snowboarder statunitense.

## Biografia
Ha vinto la medaglia d'oro ai Giochi Olimpici invernali 2006 a Torino e la medaglia d'argento nell'edizione 2010 a Vancouver nella specialità half-pipe. Teter è stata uno dei quattro atleti americani scelti come modelli per la Sports Illustrated Swimsuit Issue, in una sezione dedicata agli atleti olimpici invernali.
Ha vinto anche la medaglia di bronzo nell'halfpipe ai Campionati mondiali di snowboard 2005.

## Palmarès

### Olimpiadi
- 2 medaglie:
  - 1 oro (halfpipe a Torino 2006)
  - 1 argento (halfpipe a Vancouver 2010)

### Mondiali
- 1 medaglia:
  - 1 bronzo (halfpipe a Whistler 2005)

### Winter X Games
- 9 medaglie:
  - 1 oro (superpipe ad Aspen 2004)
  - 2 argenti (dual slalom ad Aspen 2017; dual slalom ad Aspen 2018)
  - 6 bronzi (superpipe ad Aspen 2003; superpipe ad Aspen 2005; superpipe ad Aspen 2009; superpipe ad Aspen 2010; superpipe ad Aspen 2012; dual slalom ad Aspen 2016)

### Mondiali juniores
- 1 medaglia:
  - 1 oro (halfpipe a Rovaniemi 2002)

### Coppa del Mondo
- Miglior piazzamento nella Coppa del Mondo generale di freestyle: 17ª nel 2015
- Miglior piazzamento nella Coppa del Mondo di halfpipe: 4ª nel 2015
- 10 podi:
  - 6 vittorie
  - 1 secondo posto
  - 3 terzi posti

#### Coppa del Mondo - vittorie
| Data              | Luogo        | Paese    | Disciplina |
| ----------------- | ------------ | -------- | ---------- |
| 2 marzo 2003      | Sapporo      | Giappone | HP         |
| 13 settembre 2003 | Valle Nevado | Cile     | HP         |
| 22 febbraio 2004  | Sapporo      | Giappone | HP         |
| 29 ottobre 2004   | Saas-Fee     | Svizzera | HP         |
| 14 settembre 2005 | Valle Nevado | Cile     | HP         |
| 14 settembre 2005 | Valle Nevado | Cile     | HP         |

Legenda:

HP = Halfpipe